# 瑪蒂德·魏森東克

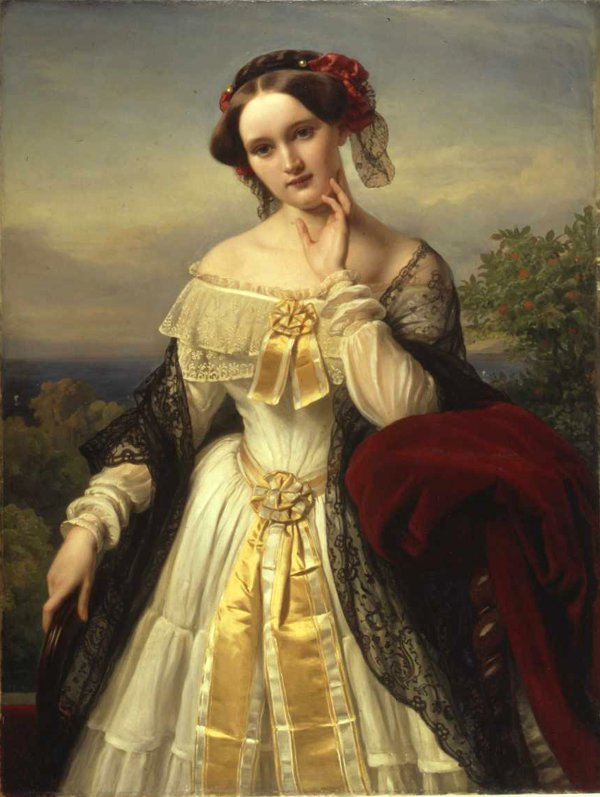
由畫師卡尔·费迪南德·佐恩所繪的魏森東克肖像

阿格内斯·瑪蒂德·魏森東克（德語：Agnes Mathilde Wesendonck，1828年12月23日—1902年8月31日），或譯韋森東克、維森東克、威森冬克，原姓路可麥爾（德語：Luckemeyer），是一位德國詩人與作家。其五首詩作的詞句，成為理查·華格納所創作魏森東克之歌之基礎。魏森東克受到華格納所迷戀，華格納第一任妻子將其與華格納婚姻的破裂歸咎於魏森東克。

## 作品
- 1864年：《童話與兒戲》（德語：Märchen u. Märchen Spiele）
- 1865年：《大自然神話集》（德語：Naturmythen）
- 1866年：（剧本，共三幕）
- 1868年：《古惇》（劇本，共五幕）
- 1869年：《德語兒童圖文冊》（德語：Deutsches Kinderbuch in Wort und Bild）
- 1871年：《腓特烈大帝》（德語：Friedrich der Große. Dramatische Bilder）
- 1872年：或作《黑斯廷斯之戰》（德語：Edith oder die Schlacht bei Hastings）
- 1874年：《民間詞話》（德語：Gedichte, Volksweisen, Legenden und Sagen）
- 1890年：《今昔童謠集》（德語：Alte und neue Kinderlieder）[1]

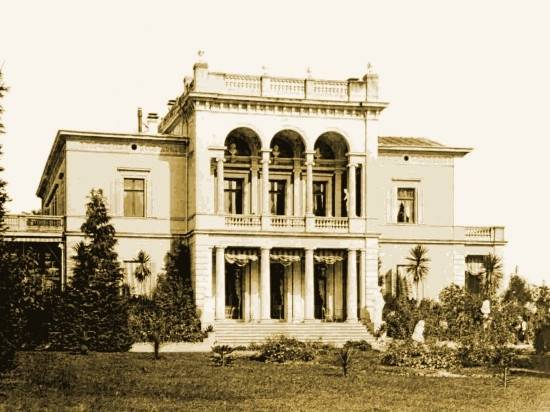
1857年建造的魏森東克宅邸，今日蘇黎世里特公园
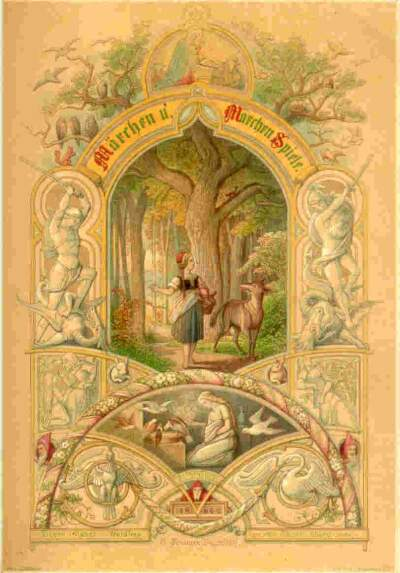
1864年於杜塞道夫出版的《童話與兒戲》，由插畫師卡斯帕·秀倫所繪的封面